# Лисичово
Лиси́чово (укр. Лисичеве) — село в Керецковской сельской общине Хустского района Закарпатской области Украины. Расположено на левом берегу реки Лисичанки, впадающей в приток Боржавы реку Кушницу в 40 км от Иршавы, в 7 км от узкоколейной железнодорожной станции Кушница.
Население по переписи 2001 года составляло 3187 человек. Почтовый индекс — 90150. Телефонный код — 3144. Занимает площадь 8,929 км². Код КОАТУУ — 2121985601.

## История
Впервые село упоминается в документах XV века. В XVIII—XIX веках здесь добывали железную руду. Во время голода 1930—1931 годов значительная часть крестьян эмигрировала за границу (в те годы Лисичово входило в состав Чехословакии).

## Достопримечательности
В селе находится уникальный памятник кузнецкого ремесла — действующая водяная кузница-музей «Гамора». Оригинальность кузницы состоит в том, что для приведения в действие тяжелых кузнецких молотов используется сила падающей воды из речки Лисичанка. Музею Гамора — 300 лет. В XVIII веке здесь начали добывать железную руду, а в начале XX века, вырабатывали порядка 100 вагонов продукции. Когда-то четыре молота обслуживало 16 мастеров, кузница работала практически без перерыва. Каждый год, в первые выходные дни июля здесь проходит интересный Всеукраинский фестиваль кузнецкого дела и этномузыки.

## СМИ[1]

### Радиостанции
- 88,6 МГц — Радіо 7